# De Alleskunner
De Alleskunner is een televisieprogramma van de Nederlandse televisiezender SBS6 dat sinds 2020 jaarlijks wordt uitgezonden. In het programma worden spellen gespeeld waarbij na ieder spel de verliezer afvalt. Het kent ook varianten met bekende Nederlanders (VIPS-seizoenen), met duo's en een Kerstspecial (Kerst-Alleskunner).

## Inhoud
In De Alleskunner moeten honderd kandidaten (vijftig vrouwen en vijftig mannen) in een afvalstrijd in rap tempo zichzelf bewijzen in tien spellen per aflevering. Winnen is niet verplicht, de kandidaat moet vooral voorkomen als laatste te eindigen want na ieder spel valt de slechtst presenterende af. Zo slinkt het deelnemersveld tot er uiteindelijk in de finale na negen spelrondes nog twee kanshebbers en een slotspel over zijn. Degene die dit slotspel wint, wordt de "Alleskunner" en krijgt een trofee uitgereikt. Hij/zij krijgt ook de hoofdprijs; een jaar lang gratis leven t.w.v. € 50.000,-. Bij de variant De Alleskunner duo's is het principe hetzelfde, maar moeten de kandidaten de spellen in duo's spelen.
Er is geen presentator, alleen een voice-over (Frank Lammers) die de spellen aankondigt en de verliezende kandidaten met de tekst "tot nooit meer" naar huis stuurt.
Het programma wordt gemaakt in licentie met het format van Homo universalis dat sinds 2018 bestaat als rubriek in het programma Iedereen beroemd van de Belgische televisiezender Eén.

## Seizoensoverzicht
| Seizoen           | Uitzendtijden              | Locatie                    | Aantal afleveringen | Start seizoen    | Start seizoen | Einde seizoen     | Einde seizoen | Gemiddelde kijkcijfers |
| Seizoen           | Uitzendtijden              | Locatie                    | Aantal afleveringen | Datum            | Kijkcijfers   | Datum             | Kijkcijfers   | Gemiddelde kijkcijfers |
| ----------------- | -------------------------- | -------------------------- | ------------------- | ---------------- | ------------- | ----------------- | ------------- | ---------------------- |
| 1                 | Zaterdag 21:30 – 22:30 uur | De Project.Fabriek Zaandam | 10                  | 1 februari 2020  | 768.000       | 4 april 2020      | 944.000       | 661.800                |
| 2                 | Vrijdag 20:30 – 21:30 uur  | Autotron Rosmalen          | 10                  | 1 januari 2021   | 471.000       | 5 maart 2021      | 749.000       | 574.400                |
| VIPS 1            | Vrijdag 20:30 – 21:30 uur  | Autotron Rosmalen          | 5                   | 20 augustus 2021 | 592.000       | 17 september 2021 | 574.000       | 575.600                |
| 3                 | Vrijdag 20:30 – 21:30 uur  | Autotron Rosmalen          | 9                   | 7 januari 2022   | 546.000       | 4 maart 2022      | 778.000       | 641.222                |
| VIPS 2            | Vrijdag 20:30 – 21:30 uur  | Autotron Rosmalen          | 8                   | 11 maart 2022    | 636.000       | 29 april 2022     | 657.000       | 600.375                |
| VIPS 3            | Zaterdag 21:30 – 22:30 uur | Autotron Rosmalen          | 9                   | 3 september 2022 | 560.000       | 29 oktober 2022   | 773.000       | 715.778                |
| Kerstspecial 2022 | Zondag 20:30 – 22:30 uur   | Autotron Rosmalen          | 1                   | 25 december 2022 | 414.000       | n.v.t.            | n.v.t.        | 414.000                |
| 4                 | Zaterdag 21:30 – 22:30 uur | Autotron Rosmalen          | 10                  | 18 februari 2023 | 328.000       | 22 april 2023     | 606.000       | 503.800                |
| VIPS 4            | Zaterdag 20:30 – 21:30 uur | Autotron Rosmalen          | 9                   | 2 september 2023 | 410.000       | 28 oktober 2023   | 733.000       | 596.000                |
| Kerstspecial 2023 | Zaterdag 20:30 – 22:30 uur | Autotron Rosmalen          | 1                   | 23 december 2023 | 735.000       | n.v.t.            | n.v.t.        | 735.000                |
| 5                 | Zaterdag 21:30 – 22:30 uur | Autotron Rosmalen          | 10                  | 27 januari 2024  | 663.000       | 30 maart 2024     | 766.000       | 706.400                |
| VIPS 5            | Zaterdag 21:30 – 22:30 uur | Autotron Rosmalen          | 8                   | 12 oktober 2024  | 779.000       | 30 november 2024  | 670.000       | 720.750                |
| Kerstspecial 2024 | Maandag 20:30 – 22:30 uur  | Autotron Rosmalen          | 1                   | 23 december 2024 | 744.000       | n.v.t.            | n.v.t.        | 744.000                |
| Duo's 1           | Zaterdag 21:30 – 22:30 uur | Autotron Rosmalen          | 8                   | 15 maart 2025    | 540.000       | 3 mei 2025        | 463.000       | 528.375                |

## De Alleskunner VIPS

### Seizoen 1 (2021)
In het derde seizoen streden 35 bekende Nederlanders in vijf afleveringen om de titel De Alleskunner VIPS. Elke aflevering bestaat uit zeven spellen waarbij steeds de slechtst presterende kandidaat afvalt.
| Naam                  | Beroep / bekend van                                      | Verloren bij (spel)              | Eindklassering |
| --------------------- | -------------------------------------------------------- | -------------------------------- | -------------- |
| Maxim Froger          | Bekend van De Frogers; zoon van René en Natasja Froger   | n.v.t.                           | 1              |
| Sem van Dijk          | Artiest; zoon van Xander de Buisonjé en Wendy van Dijk   | Finalespel: mega jenga           | 2              |
| Jeffrey Wammes        | Turner & winnaar Sterren Springen                        | Ballonnen prikken cactus         | 3              |
| Chatilla van Grinsven | Basketbalster en bekend van De verraders                 | Ik ga op vakantie en neem mee... | 4              |
| Jody Bernal           | Zanger bekend van Que sí que no                          | Schommelen                       | 5              |
| Marvy Rieder          | Model & lifestyle-deskundige                             | Tafelkleedje trekje              | 6              |
| Charly Luske          | Musicalacteur & zanger                                   | Tafelbiljart in balans           | 7              |
| Steven Brunswijk      | Cabaretier                                               | Spaghettitoren bouwen            | 8              |
| Mart Hoogkamer        | Volkszanger bekend van Ik ga zwemmen                     | Koffer inpakken                  | 9              |
| René Karst            | Volkszanger bekend van Liever te dik in de kist          | Shirt ontdooien                  | 10             |
| Harry Piekema         | Acteur bekend van supermarktreclame                      | Planten water gegeven            | 11             |
| Ferri Somogyi         | Acteur Goede tijden, slechte tijden                      | Calorieën tellen                 | 12             |
| Denise Speelman       | Miss Nederland                                           | Kaartenhuis van bierviltjes      | 13             |
| Lisa Michels          | Presentatrice (ex-Shownieuws)                            | Maatbeker vullen                 | 14             |
| Roy Donders           | Realityster uit Roy Donders: Stylist van het Zuiden      | Boodschappenbonnetje             | 15             |
| Carlos Platier Luna   | Winnaar Expeditie Robinson                               | Evenwicht bewaren                | 16             |
| Albert Snoek          | Bekend van realityprogramma URK!                         | 90 seconden                      | 17             |
| Mylène Waalewijn      | Helft van zangduo Mylène & Rosanne                       | Dozen stapelen                   | 18             |
| Rob Geus              | Presentator & keurmeester van De Smaakpolitie            | Rol de pingpongbal               | 19             |
| Anita Heilker         | Zangeres van de Dolly Dots                               | Zeg eens Aaa                     | 20             |
| Co Stompé             | Darter                                                   | Ballon prikken                   | 21             |
| Steven Kazàn          | Goochelkomiek                                            | Gezicht vol knijpers             | 22             |
| Irene van de Laar     | Model                                                    | Bubbeltjesplastic                | 23             |
| Germaine de Randamie  | Vechtsportster                                           | Hits in decennium plaatsen       | 24             |
| Anne Appelo           | Presentatrice Kinderen voor Kinderen                     | Clownsneus                       | 25             |
| Didier Froger         | Bekend van De Frogers; zoon van Natasja en René Froger   | Langste aardappelschil           | 26             |
| Iris Rulkens          | Presentatrice                                            | De blauwe, groene en rode loper  | 27             |
| Kaj van der Voort     | Zanger van boyband B-Brave                               | Ballon opblazen                  | 28             |
| Rosanne Waalewijn     | Helft van zangduo Mylène & Rosanne                       | IJs smelten                      | 29             |
| Tatum Dagelet         | Actrice (o.a. Fort Alpha) & presentatrice Brutale Meiden | Ei vangen                        | 30             |
| Esther Oosterbeek     | Zangeres van de Dolly Dots                               | Festivaltent opvouwen            | 31             |
| Christina Curry       | Model                                                    | Krukjesrace                      | 32             |
| Evelien de Bruijn     | Presentatrice Hart van Nederland & radio-dj              | Balletjes twerken                | 33             |
| Nance Coolen          | Presentatrice & ex-zangeres Twenty 4 Seven               | Letter 'A' tellen                | 34             |
| Rutger van Barneveld  | Zanger bekend van Ik geloof in mij                       | Skippybal vangen                 | 35             |

### Seizoen 2 (voorjaar 2022)
In het vijfde seizoen strijden 55 bekende Nederlanders in acht afleveringen om de titel De Alleskunner VIPS. Elke aflevering bestaat uit zes spellen waarbij steeds de slechtst presterende kandidaat afvalt. Door een coronabesmetting moesten de opnames voor dit seizoen een tijdje worden stilgelegd. Hierdoor waren deelnemers René le Blanc en Thomas Cammaert niet meer beschikbaar vanaf de derde aflevering. Zij werden vervangen door Koen Kardashian en Monique Sluyter. Uiteindelijk kroonde Jessica Mendels zich tot de Alleskunner VIPS 2022 door Joël de Tombe in het eindspel te verslaan.
| Naam                   | Beroep / bekend van                                                 | Verloren bij (spel)                                                                             | Eindklassering |
| ---------------------- | ------------------------------------------------------------------- | ----------------------------------------------------------------------------------------------- | -------------- |
| Jessica Mendels        | Presentatrice; bekend van Campinglife                               | N.v.t.                                                                                          | 1              |
| Joël de Tombe          | Acteur & zanger                                                     | Eindspel; uit kooi ontsnappen, vier gouden balletjen onder bekertjes vinden en SBS6 logo puzzel | 2              |
| Pim Muda               | Acteur & comedian; bekend van Foute Vrienden en de Ashton Brothers  | Toren van wijnglazen                                                                            | 3              |
| Natascha Froger        | Lifestyle coach; bekend van De Frogers & dochter van René Froger    | Knuffelbeer uit grijpkraam halen                                                                | 4              |
| Thomas Brok            | Youtuber & presentator                                              | Limousine inparkeren                                                                            | 5              |
| Nicky Opheij           | Model, winnares Holland's Next Top Model en Miss Nederland 2017     | Quiz; rood, geel, groen of blauw                                                                | 6              |
| Sander Janson          | Presentator; bekend van Campinglife                                 | Biljarten                                                                                       | 7              |
| Antonie Lokhorst       | Tiktokker met meer dan 4 miljoen volgers                            | Inschatten wanneer een ballon knapt                                                             | 8              |
| Jeroen Post            | Presentator                                                         | Vader Jacob spelen op piano                                                                     | 9              |
| Jesse van Wieren       | Tiktokker                                                           | Afval opruimen                                                                                  | 10             |
| Gerda Keuter           | Realityster; bekend van Urk!                                        | Blikken stapelen                                                                                | 11             |
| Koen Kardashian        | Presentator & socialite                                             | Provincies op de goede plek plaatsen                                                            | 12             |
| Curt Fortin            | Acteur & presentator                                                | Toren van moeren                                                                                | 13             |
| Eveline Stallaart      | Tv-Seksuoloog & psycholoog; bekend van Married at First Sight       | Met elastieken op kippen schieten                                                               | 14             |
| Maureen du Toit        | Presentatrice                                                       | Brug van karton bouwen                                                                          | 15             |
| Deon Leon              | Artiest & verloofde Rachel Kramer                                   | Proefwerk maken                                                                                 | 16             |
| Robin Pors             | Zanger Vengaboys                                                    | Kreeft uit aquarium duiken                                                                      | 17             |
| Jamie Kazàn            | Manager & partner Steven Kazàn                                      | Kleedje schoonvegen                                                                             | 18             |
| Mick Harren            | Zanger                                                              | Citroënen persen                                                                                | 19             |
| Rachel Kramer          | Artiest & verloofde Deon Leon                                       | Letters 'E' tellen in een gedicht                                                               | 20             |
| Louisa Janssen         | Realityster                                                         | Toren van wc-rollen                                                                             | 21             |
| Rowan van de Bovenkamp | Realityster                                                         | Muziekquiz; getallen in songtitels                                                              | 22             |
| Jasmine Sendar         | Actrice                                                             | Vier kaarsen uitblazen                                                                          | 23             |
| Janice Blok            | Comedy- & beauty influencer                                         | Quiz; meer of minder water voor nodig                                                           | 24             |
| Julia Sinning          | Miss Nederland 2021 & winnaar De Bachelor met Tony Junior           | Vier tennisballen over hek krijgen                                                              | 25             |
| Monique Sluyter        | Ex-glamour model & modellenagent                                    | Alleskunner logo van knipsels maken                                                             | 26             |
| Caroline van Eeden     | Realityster                                                         | Touw van 15 meter knippen                                                                       | 27             |
| Glenn Helder           | Voormalig profvoetballer                                            | Puzzel met ovenwanten maken                                                                     | 28             |
| Sharon Pieksma         | Model (Miss Nederland 2019) & dj                                    | Alleskunnerstickers van T-shirt halen                                                           | 29             |
| Carlos Lens            | Personal trainer                                                    | Rij aan domino stenen                                                                           | 30             |
| Mariana Verkerk        | Oud-model & catwalkcoach bekend van Holland's Next Topmodel         | Ei in koekenpan balanceren                                                                      | 31             |
| Johan Vlemmix          | Feestzanger & lijsttrekker De Feestpartij                           | Opgeblazen flamingo eraf gooien                                                                 | 32             |
| Roos Schlikker         | Journalist & columnist                                              | Bouwen vogelhuisje                                                                              | 33             |
| Wesley Klein           | Zanger                                                              | Quiz; bedrag lager of hoger                                                                     | 34             |
| Danny Froger           | Bekend van De Frogers; zoon van René Froger                         | Kaarsen in glazen doen                                                                          | 35             |
| Nurlaila Karim         | Musicalactrice                                                      | Wc rol binden                                                                                   | 36             |
| Hannelore Zwitserlood  | Nieuwslezeres op de radio & stemacteur                              | Geblinddoekt over horde springen                                                                | 37             |
| Manuel Venderbos       | Presentator & podcastmaker                                          | Muziekquiz, Nederlands of cover?                                                                | 38             |
| Ferry Doedens          | Acteur; bekend van Goede tijden, Slechte tijden                     | Slinger van papier                                                                              | 39             |
| Melvin Manhoef         | MMA-Vechter & kickbokser                                            | Ketting van hoelahoeps                                                                          | 40             |
| Mylène d'Anjou         | Musicalactrice & commedienne; bekend van Komt een man bij de dokter | Bloem met tang vasthouden                                                                       | 41             |
| Jordy van Loon         | Zanger                                                              | Post it's op je gezicht plakken                                                                 | 42             |
| Peggy Vrijens          | Actrice & stemacteur                                                | Gouden vlinder vangen                                                                           | 43             |
| Mariska van Kolck      | Musicalactrice                                                      | Blikjes stapelen                                                                                | 44             |
| Rutger van Barneveld   | Volkszanger; bekend van Ik geloof in mij                            | Bootje naar de overkant waaien                                                                  | 45             |
| Mark Scholten          | Acteur & reclame-ster                                               | Letters zoeken in ballenbak                                                                     | 46             |
| Chimène van Oosterhout | actrice, presentatrice & zangeres                                   | Leeftijden raden                                                                                | 47             |
| Mathilde Keuter        | Realityster; bekend van Urk!                                        | Water over afgoten gieten                                                                       | 48             |
| Mingus Dagelet         | Acteur                                                              | Koord van elastieken                                                                            | 49             |
| Vera Mann              | Musicalactrice                                                      | Met lucifers vuurwerk afsteken                                                                  | 50             |
| Justine Pelmelay       | Zangeres                                                            | Blik gooien                                                                                     | 51             |
| Merijn Oerlemans       | Musicalacteur                                                       | Proeven of eten groen of rood is                                                                | 52             |
| Sylvia Geersen         | Model; bekend van Holland's Next Top Model                          | Badeendje in zwembad schieten                                                                   | 53             |
| Peter Jan Rens         | Presentator                                                         | Blikje schuin houden                                                                            | 54             |
| Jacques Herb           | Zanger; bekend van het nummer Manuela                               | Paaseieren zoeken                                                                               | 55             |

### Seizoen 3 (najaar 2022)
In het zesde seizoen strijden 68 bekende Nederlanders in negen afleveringen om de titel De Alleskunner VIPS. Elke aflevering bestaat uit zes spellen waarbij steeds de slechtst presterende kandidaat afvalt.
| Naam                 | Beroep / bekend van                                          | Verloren bij (spel)                                                | Eindklassering |
| -------------------- | ------------------------------------------------------------ | ------------------------------------------------------------------ | -------------- |
| Mounir Toub          | Chefkok                                                      | N.v.t.                                                             | 1              |
| Carré Albers         | (Stem)actrice                                                | Eindspel; ballonnen kapotschieten, touw zoeken en blokjes stapelen | 2              |
| Dominique Hazeleger  | Deelneemster Expeditie Robinson 2018 & 2022                  | 180 seconden                                                       | 3              |
| Edwin van der Toolen | Feestzanger                                                  | Schommelen                                                         | 4              |
| Dave Dekker          | Zanger & kindster musical Ciske de Rat                       | Wie ben ik?                                                        | 5              |
| Mark Baanders        | Verslaggever PowNed                                          | Karten                                                             | 6              |
| Wesley Mulder        | Zanger 'De Havenzangers'                                     | Kubben                                                             | 7              |
| Piet Hellemans       | Tv-dierenarts                                                | Ringsteken                                                         | 8              |
| Sophie Ousri         | Youtuber & tiktokker                                         | Kabels ontwarren                                                   | 9              |
| Roderick Zijlstra    | Pro kitesurfer                                               | Bottleflip                                                         | 10             |
| Ingrid Jansen        | Presentatrice & radio-dj                                     | Minigolf                                                           | 11             |
| Victor Abeln         | Barman First Dates                                           | Twee moeren over stalen pijp schuiven                              | 12             |
| Henk Damen           | Volkszanger                                                  | Boodschappen scannen                                               | 13             |
| Niels Gomperts       | Acteur & winnaar Expeditie Robinson                          | Woorden spellen                                                    | 14             |
| Jeroen Smits         | Entertainer & babs Married at First Sight                    | Bierpul over bar glijden                                           | 15             |
| Dennis Kroon         | Zingende militair                                            | Vier op een rij                                                    | 16             |
| Noor Omrani          | Profhockeyster                                               | Lekke reageerbuis met water vullen                                 | 17             |
| Stephanie Tency      | Presentatrice                                                | Proefwerk maken                                                    | 18             |
| Jacomien Zoer        | Realityster Urk!                                             | Koffer inpakken                                                    | 19             |
| Remy Hogenboom       | Winnaar 'Million Dollar Island' & oud-testteamlid Checkpoint | Muziekquiz                                                         | 20             |
| Michael van der Plas | Realityster                                                  | Pingpongballen in zandloper                                        | 21             |
| Willem Mulder        | Zanger 'De Havenzangers'                                     | Bloempotten stapelen                                               | 22             |
| Maaike van Houten    | Tiktok moppentapper                                          | Bowlen met containers                                              | 23             |
| Megan Schoonbrood    | Bekende Drag Queen                                           | Geblinddoekt limbo dansen                                          | 24             |
| Tony Star            | Realityster van Oh Oh Cherso                                 | Trouwring verstoppen                                               | 25             |
| Nel Donders          | Realityster & moeder van Roy Donders                         | Zo langzaam mogelijk fietsen                                       | 26             |
| Esmee Ipema          | Realityster Ex on the Beach                                  | Wc-borstels in een wc werpen                                       | 27             |
| Baas B.              | Rapper                                                       | Campingvaat in één keer naar overkant tillen                       | 28             |
| Sharon Ipema         | Realityster Ex on the Beach                                  | Vuur maken                                                         | 29             |
| Senna Willems        | Zangeres & finalist We Want More                             | Moeren van schroefdraad afdraaien                                  | 30             |
| Daisy Piras          | 'Temptation Island' verleider                                | Ballonnen doorboren met dartpijlen                                 | 31             |
| Billy Dans           | Artiest & hitmaker                                           | Voorwerpen raden                                                   | 32             |
| Danique Graanoogst   | Musicalactrice                                               | IJsblok met lichaamswarmte ontdooien                               | 33             |
| Maya Eksteen         | Oud-presentatrice                                            | Hart maken met strijkkraaltjes                                     | 34             |
| Jay Francis          | Stand-upcomedian                                             | Verkeersborden quiz                                                | 35             |
| Bert Kops            | Voormalig worstelkampioen                                    | Bakpoeder met speelkaart verplaatsen                               | 36             |
| Joan Franka          | Nederlandse inzending Eurovisiesongfestival 2012             | Kaars doven met doktersspuit                                       | 37             |
| Brace                | R&B zanger                                                   | Zo hard mogelijk schreeuwen                                        | 38             |
| Rein van Gastel      | Married at First Sight bekendheid                            | Twee boeien op pet krijgen                                         | 39             |
| Merlijn Kamerling    | Tv-maker                                                     | Euro uit spaarvarken halen                                         | 40             |
| Eric Dikeb           | Après-ski Zanger & producer                                  | Wijnbal oplikken                                                   | 41             |
| Paula Udondek        | Oud-presentatrice 'Get the Picture'                          | Bezemsteel balanceren                                              | 42             |
| Robin Zijlstra       | Zanger & acteur                                              | Met elastiekjes stoepkrijt omschieten                              | 43             |
| Denice Dest          | Gastvrouw First Dates                                        | Bierpong                                                           | 44             |
| Arno Kolenbrander    | Winnaar Soundmixshow                                         | Touwen aan elkaar breien                                           | 45             |
| Michael Abspoel      | Stem 'Man bijt hond'                                         | Smarties met rietje zuigend ordenen                                | 46             |
| Marlane Dirksen      | Volkszangeres & deelnemer The Voice of Holland               | Kleurencombinatie onthouden                                        | 47             |
| Petra Berger         | Zangeres                                                     | Balletjes uit ballenbak verzamelen                                 | 48             |
| Micky Hurts          | Dj & voormalig lid van 'Kus'                                 | Petje in haakje steken                                             | 49             |
| Jop Nieuwenhuizen    | Zanger & realityster De Bus                                  | Spellingquiz                                                       | 50             |
| Josje Huisman        | Zangeres & voormalig K3tje                                   | Papieren vliegtuigje gooien                                        | 51             |
| Jill Goede           | Winnares Big Brother                                         | Bal in een leeg doel schieten                                      | 52             |
| Patricia Nijman      | Jurylid 'De slechtste chauffeur van Nederland'               | Doos op doos mikken                                                | 53             |
| Xerxes Naseri        | Zanger; deelnemer The Voice of Holland                       | Krukje bouwen                                                      | 54             |
| Luca Borsato         | Zanger; zoon van Marco Borsato                               | Opvouwen opblaasbare flamingo                                      | 55             |
| Sabine Wendel        | Big Brother-icoon                                            | Afgerold tape in broodtrommel                                      | 56             |
| Willem Reimers       | Bekende tv-hotelier                                          | Zwembroek ontdooien                                                | 57             |
| Sietske van Peursem  | Actrice & model                                              | Quiz; Nederlands of cover                                          | 58             |
| Florence Vos Weeda   | Actrice; bekend van De slet van 6vwo                         | Frisbee in net gooien                                              | 59             |
| Greetje Bosma        | Realityster; bekend van Urk!                                 | Blikjes omstoten met tennisballen                                  | 60             |
| Dick Jol             | Oud scheidsrechter                                           | Twee puzzels van Bert en Ernie                                     | 61             |
| Linda Wagenmakers    | Songfestival icoon & musicalster                             | 5 wc-rollen afrollen                                               | 62             |
| Larissa Bruin        | Influencer                                                   | Toren van rietjes                                                  | 63             |
| Tony Neef            | Musicalster                                                  | Bowlen over buizen                                                 | 64             |
| Rian Donders         | Realityster & zus van Roy Donders                            | Ballon wegschieten met propje papier                               | 65             |
| Dolshe Gulsen        | Lifestyledeskundige                                          | Quiz: 1, 2 of 3                                                    | 66             |
| Jacques Herb         | Zanger, bekend van 'Manuela'                                 | Trapveer op het hoofd balanceren                                   | 67             |
| Nathalie Makoma      | Zangeres & realityster                                       | Rode veer uit kussen halen                                         | 68             |

### Kerstspecial (2022)
Op 25 december 2022 was er een kerstspecial van de Alleskunner te zien. Hierin streden veertien bekende Nederlanders om de titel 'Kerst-Alleskunner'. Deze special werd door 414.000 mensen bekeken.
| Naam                 | Beroep / bekend van         | Verloren bij (spel)                                                                       | Eindklassering |
| -------------------- | --------------------------- | ----------------------------------------------------------------------------------------- | -------------- |
| Tommie Christiaan    | Musicalster                 | N.v.t.                                                                                    | 1              |
| Dafne Schippers      | Olympisch atlete            | Eindspel: balletje in glas blazen, toren van speelkaarten bouwen en zeven moeren stapelen | 2              |
| Eva Simons           | Zangeres                    | Afvallers in kerstkostuums herkennen                                                      | 3              |
| Thecla Vermeulen     | Tiktokker                   | Kabels ontwarren                                                                          | 4              |
| Enrico Lacruz        | Olympisch bokser            | Tafelkleedje trekje                                                                       | 5              |
| Johnny 500           | DJ                          | Boodschappenlijstje afwerken                                                              | 6              |
| Leona Philippo       | Zangeres                    | Racen met cavia's                                                                         | 7              |
| Tim Coronel          | Autocoureur                 | Kerstnummers in andere talen                                                              | 8              |
| Teun Föhn            | Realityster bekend van Urk! | Planten water geven                                                                       | 9              |
| Jasey Harders        | Tiktokker                   | Oliebollentoren bouwen                                                                    | 10             |
| Henk Krol            | Oud parlementslid           | Elastiekjes schieten                                                                      | 11             |
| Sylvana IJsselmuiden | Presentatrice               | Balletjes in glas föhnen                                                                  | 12             |
| Barry Paf            | Radio-dj                    | Kerstkransje in mond balanceren                                                           | 13             |
| Jamie Trenité        | Presentator                 | Mandje knutselen                                                                          | 14             |

### Seizoen 4 (najaar 2023)
In het vierde VIP-seizoen strijden 65 bekende Nederlanders in negen afleveringen om de titel De Alleskunner VIPS. Elke aflevering bestaat uit zes of zeven spellen waarbij steeds de slechtst presterende kandidaat afvalt.
| Naam                          | Beroep / bekend van                                        | Verloren bij (spel)                                       | Eindklassering |
| ----------------------------- | ---------------------------------------------------------- | --------------------------------------------------------- | -------------- |
| Ricky Lukassen                | Temptation Island-bekendheid                               | N.v.t.                                                    | 1              |
| Alice Olsthoorn               | Youtuber                                                   | Glaasjes pakken van toren van champagneglazen             | 2              |
| Jesse Stoop                   | Danser & acteur o.a. bekend van Dance Camp                 | Voorwerpen onthouden                                      | 3              |
| Bram Verhofstad               | Turner                                                     | Zo lang mogelijk woord maken                              | 4              |
| Britt Gerrits                 | Danseres & actrice o.a. bekend van Dance Camp              | Acht moeren stapelen                                      | 5              |
| Richy Brown                   | Zanger o.a. bekend van LA, The Voices                      | Schieten op foto van jezelf vanuit kermisattractie        | 6              |
| Cilla Niekoop                 | Zangeres Ch!pz                                             | Cavia race                                                | 7              |
| Nelis Joustra                 | Zanger & model                                             | Bekers stapelen                                           | 8              |
| Rachid Larouz                 | Comedian                                                   | Wereldwonderen op de kaart plaatsen                       | 9              |
| Jordi Huirne                  | Weerman SBS6                                               | Boodschappen doen                                         | 10             |
| Sebastiaan Labrie             | Acteur & presentator                                       | Deur openen met liniaal                                   | 11             |
| Sarah Mooy                    | Model & influencer                                         | Stripfiguurgeluidenquiz                                   | 12             |
| René Watzema                  | Presentator                                                | Drie moertjes langs buis zonder dat pingpongballetje valt | 13             |
| Noël van Kleef                | Actrice o.a. bekend van SpangaS                            | Springparcour afleggen op stokpaardje                     | 14             |
| Erik van der Hoff             | Zanger & presentator                                       | Smarties op rietje zuigen                                 | 15             |
| Marc Forno                    | Choreograaf                                                | Balans behouden                                           | 16             |
| René Spoelstra                | Realityster Temptation Island, vriend van Annebel Visscher | Bord op hoofd balanceren                                  | 17             |
| Caza Kimpeman                 | Rapper                                                     | Balletjesrace in duo's                                    | 18             |
| Sander Foppele                | Acteur                                                     | Brug van spaghetti en marshmallows                        | 19             |
| Pieter Kok                    | Radio-dj                                                   | Etengeluiden raden                                        | 20             |
| Hiske Bongaarts               | Zangeres & actrice                                         | Spaarvarkens kapotslaan                                   | 21             |
| Valerie Zwikker               | Televisie-presentatrice                                    | Blikjes met een elastiek op grond schieten                | 22             |
| Jennifer Ewbank               | Zangeres                                                   | Spreekwoorden afmaken                                     | 23             |
| Bouchra Tjon Pon Fong         | Zangeres K-otic                                            | Pingpongballetje via proseccoglaasjes in vaasje blazen    | 24             |
| Brigitte Nijman               | Musicalactrice                                             | Bowlen met ijzeren goot                                   | 25             |
| Kimberly Bosman               | Gooische moeder                                            | Cijfers van Pi (wiskunde) onthouden                       | 26             |
| Robin Frings                  | Muziektolk & content creator                               | Pingpongballetje met föhn verplaatsen                     | 27             |
| I Am Aisha                    | Hiphopartiest                                              | Papieren zak laten klappen                                | 28             |
| Pascha Kreuger                | Zangeres & dochter van Dario Kreuger                       | Pistooltje verstoppen                                     | 29             |
| Dario Kreuger                 | Volkszanger & vader van Pascha Kreuger                     | Proefwerk maken                                           | 30             |
| Ammar Bozoglu                 | Volkszanger                                                | Toren van bierviltjes                                     | 31             |
| Peter Rost                    | Zanger Ch!pz                                               | Engelstalige hits vertaald naar het Nederlands raden      | 32             |
| Solange Dekker                | Miss International Queen                                   | Stoel in elkaar zetten                                    | 33             |
| Dylan Lanjouw                 | Married at First Sight-ster & echtgenoot van Sonny Monster | Basketbal                                                 | 34             |
| Jadis Schreuder               | Tv-kok                                                     | Toren van spijkers                                        | 35             |
| Stanley Hazes                 | Zanger                                                     | Balletje over parcour in buisje balanceren                | 36             |
| Anna Speller                  | Zangeres K-otic                                            | Reageerbuis vullen met water uit mond                     | 37             |
| Maxime van Heteren            | Helft van Tiktokduo Maxime en Sophie                       | Geblinddoekt speelgoedkip zoeken                          | 38             |
| Edo Brunner                   | Acteur                                                     | Vijf bekertjes met ballon stapelen                        | 39             |
| Kevin Hellebrand              | Zanger Ch!pz                                               | Meel op speelkaarten race                                 | 40             |
| Sonny Monster                 | Married at First Sight-ster & echtgenoot van Dylan Lanjouw | Vuurwerk aansteken met geknutseld stok                    | 41             |
| Brownie Dutch                 | Rapper                                                     | Koekje op hoofd in mond balanceren                        | 42             |
| Menno Köhler                  | Acteur                                                     | Vind jij de de fout?                                      | 43             |
| Wiam                          | Comedienne                                                 | Balletje in bekers twerken                                | 44             |
| Renzo Kazàn                   | Illusionist van Magic Unlimited                            | Anagram van BN'ers                                        | 45             |
| Rachel van de Hoogen          | Zangeres Ch!pz                                             | Symboolrekensom fout oplossen                             | 46             |
| Mara Kazàn (Maartje van Olst) | Illusionist van Magic Unlimited                            | Hollandse quiz                                            | 47             |
| Thom Goderie                  | Verslaggever Shownieuws                                    | Pinda's op precies 200 gram wegen                         | 48             |
| Caroline de Windt             | Zangeres Mai Tai                                           | Kaarten sorteren                                          | 49             |
| Bjorn van der Geest           | Judoka, zoon van Dennis van der Geest                      | Sponzen uitknijpen                                        | 50             |
| Karin van Scheijndel          | Realityster De Scheetjes, uit Ik vertrek                   | Batterijen zaklamp blind verwisselen                      | 51             |
| Jill Helena                   | Zangeres                                                   | Pingpongballetje van ene in andere bekertje blazen        | 52             |
| Edgar Burgos                  | Zanger Trafassi                                            | Vier plastic flessen stapelen                             | 53             |
| Vivian Boelen                 | Oud-omroepster & presentatrice                             | XL ballon opblazend laten knappen                         | 54             |
| Annebel Visscher              | Temptation Island-ster                                     | Blik gooien met katapult                                  | 55             |
| Sarita Lorena                 | Zangeres                                                   | Muziekquiz; origineel of cover?                           | 56             |
| Imen Dirie                    | Love Island-ster                                           | Touwtje met balletjes op stang gooien                     | 57             |
| Sensi Lowe                    | Verslaggeefster                                            | Pingpong balletjes in plastic bekers vangen               | 58             |
| André Pronk                   | Muziekartiest                                              | Mandje knutselen                                          | 59             |
| Jetty Weels                   | Zangeres Mai Tai                                           | Balletje in champagneglas draaien                         | 60             |
| Geert Krops                   | Boer uit Boer zoekt Vrouw                                  | Roddelbladen knippen                                      | 61             |
| Nathalie Makoma               | Zangeres                                                   | Ballonfiguren onthouden                                   | 62             |
| Omar Ahaddaf                  | Mocro Maffia-acteur                                        | Toren van bierviltjes                                     | 63             |
| Sophie Langeveld              | Helft van Tiktokduo Maxime en Sophie                       | Volleybal                                                 | 64             |
| Edvard Niessing               | Oud-nieuwslezer                                            | Kortingstickers verzamelen                                | 65             |

### Kerstspecial (2023)
Op 23 december 2023 was er voor de tweede keer een kerstspecial van de Alleskunner te zien. Hierin streden veertien bekende Nederlanders om de titel 'Kerst-Alleskunner'.
| Naam               | Beroep / bekend van                      | Verloren bij (spel) | Eindklassering |
| ------------------ | ---------------------------------------- | --- | -------------- |
| Inge de Bruijn     | Olympisch zwemster                       | N.v.t. | 1              |
| Romy Ruitenbeek    | Tv-persoonlijkheid en TikTokker          | Eindspel: kerstpakket op kerstpakket werpen, balletje op föhn blazen, zuurstokje in glazen flesje begeleiden en kerstballen op bord plaatsen | 2              |
| Josje Huisman      | Zangeres & voormalig K3tje               | Levende kerststal namaken | 3              |
| Pia Douwes         | Musicalactrice                           | Curling | 4              |
| Euvgenia Parakhina | Danseres                                 | Tafelkleedje trekje | 5              |
| Nordin Besling     | DJ van NPO FunX                          | Stroomkabels van kerstlichtjes ontwarren | 6              |
| Gio Swikker        | Zanger van Ik geloof in mij              | Kerstmisquiz | 7              |
| Dewi Pechler       | Zangeres o.a. bekend van Idols           | Speelgoedautootje besturen | 8              |
| Rebecca Loos       | Mediapersoonlijkheid                     | Kerstbal op stokje balanceren | 9              |
| Lange Frans        | Rapper                                   | Kerstboompjes balanceren | 10             |
| Barrie Stevens     | Choreograaf                              | Kersthits in de shuffle raden | 11             |
| Olga Commandeur    | Beweegkoningin van Nederland in Beweging | Kerstballen uit kerstboom vissen | 12             |
| Toni Peroni        | Drummer en vader Tony Junior             | Kerstengel knutselen | 13             |
| Rowan Veltman      | Goede tijden, slechte tijden-acteur      | Dozen stapelen | 14             |

### Seizoen 5 (najaar 2024)
In het vijfde VIP-seizoen streden 60 bekende Nederlanders om de titel De Alleskunner VIPS. Elke aflevering bestond uit zes, zeven of acht spellen waarbij steeds de slechtst presterende kandidaat afviel. Rick Douwsma kroonde zich tot De Alleskunner door in het finalespel Rein van Duivenboden te verslaan. Pauline Te Nijenhuis van De Alpenzusjes deed ook mee in dit seizoen, maar ging ziek naar huis tijdens de tweede aflevering.
| Naam                   | Beroep / bekend van                                               | Verloren bij (spel) | Eindklassering |
| ---------------------- | ----------------------------------------------------------------- | --- | -------------- |
| Rick Douwsma           | Dj, acteur & model                                                | N.v.t. | 1              |
| Rein van Duivenboden   | Acteur & zanger                                                   | Vijf finalespellen: wc-rol afschieten met elastiekjes, balletje stuiteren in een koekenpan, golfballen plaatsen op een tees in steekschuim, balletje op föhn blazen en ballonen afschieten door grasdarten | 2              |
| Jari Hellegers         | Zanger & realityster                                              | Woorden maken | 3              |
| Lieke Augustijn        | Actrice & podcast Lekker Lullen                                   | Pingpong tribune | 4              |
| Luca Savazzi           | Acteur & zanger                                                   | In balans | 5              |
| Ferdi Pool             | Prince Charming deelnemer                                         | De hoogte in | 6              |
| Eric Bouwman           | Presentator & acteur                                              | Kreeften vangen | 7              |
| Sophia de Boer         | Mrs Netherlands Universe 2015                                     | Brand op afstand | 8              |
| Sem Ben Yakar          | Acteur                                                            | Ballon darten | 9              |
| Mounira Hadj Mansour   | Actrice SpangaS & Mocro Maffia                                    | Plantjes spuiten | 10             |
| Kasia Dolkowska        | Realityster & model                                               | Dobbelstenentoren | 11             |
| Maria van Wanrooy      | Realityster Bij ons op het kamp                                   | Blind tekenen | 12             |
| Laurien Verstraten     | Presentatrice Campingtijd & actrice                               | Kruisboogschieten | 13             |
| Kosso                  | Rapper & influencer op supplementen                               | Kinderlijk eenvoudig? | 14             |
| Donny Navajas          | Realityster Love Island                                           | Spekjes spaghetti toren | 15             |
| Marvin Pool            | Prince Charming 2020                                              | Trapveerballen | 16             |
| Mitchel Viljeer        | Realityster Mitchel aan de Maas                                   | Zonnebloemenspons | 17             |
| Andries Jelle de Jong  | Oud-deelnemer Big Brother & showbizzverslaggever                  | Zweven maar! | 18             |
| Roy Veldhuizen         | Tv-bioloog                                                        | Geld als water | 19             |
| Marcel Bamberg         | Presentator & programmamaker                                      | Mand-op-rug-bal | 20             |
| Ziggy Krassenberg      | Zanger & realityster                                              | Rolmaat glijbaan | 21             |
| Edith Verboeket        | Voormalig zangeres De Alpenzusjes                                 | Zeg 'ns aaa | 22             |
| Steffany               | Zangeres                                                          | Kers op de taart | 23             |
| Nienke van Dijk        | Actrice & presentatrice NPO Zapp                                  | Tril met je bil | 24             |
| Martijn Prins          | Oud-deelnemer Married at First Sight                              | De toverlamp | 25             |
| Anno van Wanrooy       | Realityster Bij ons op het kamp & zanger                          | Boeiende ontsnapping | 26             |
| Michelle Bibi          | Realityster Echte meisjes in de jungle & vriendin van Roy Donders | Doos op doos | 27             |
| Billy Bakker           | Oud-deelnemer Utopia                                              | Woordenschatten | 28             |
| Zamarra Kok            | Huishoudexpert                                                    | Bubbelsprint | 29             |
| Emile Ratelband        | Positiviteitsgoeroe                                               | Balzak blikjes beuken | 30             |
| Rowenna van der Linden | Realityster Love Island                                           | Stuiter 'm erin | 31             |
| CB Milton              | Hitzanger uit de jaren 90                                         | Pizzadozenrace | 32             |
| Odette Simons          | Presentatrice & tv-stylist                                        | Je kop erbij houden | 33             |
| Sederginne             | Dragqueen Drag Race Holland                                       | Balletje serveren | 34             |
| Robert Leroy           | Volkszanger                                                       | Fikkie stoken | 35             |
| Melissa Sneekes        | Voormalig Miss Nederland & DJ                                     | Back to school | 36             |
| Danny Völker           | Oud-deelnemer Big Brother & lifestyle coach                       | Zand erover | 37             |
| Maribelle Kwakman      | Zangeres & deelnemer Eurovisiesongfestival 1984                   | Picto Rush | 38             |
| Nicolaas Streefkerk    | Oud-deelnemer De Gouden Kooi                                      | Een balletje opgooien | 39             |
| Jantje Safari          | Realityster 'La Carihuela'                                        | Kinderlijk knutselen | 40             |
| Martijn Stoffers       | Zanger                                                            | Cover of origineel | 41             |
| Lisa Sace              | Realityster Ex on the Beach                                       | Je eigen kledinglijn | 42             |
| Laura Vlasblom         | Voormalig zangeres Frizzle Sizzle                                 | Balletje balletje | 43             |
| Nour Chohairi          | DJ influencer & model                                             | Dakgootbowlen | 44             |
| Sanne Heijen           | Presentatrice                                                     | Herken de song | 45             |
| Antonio Holsken        | Realityster Bij ons op het kamp                                   | Tetris puzzel | 46             |
| Quinty Mirjam de Vries | TikTokker                                                         | Alle ballen verzamelen! | 47             |
| Christian Farla        | Illusionist                                                       | Eitje lepelen | 48             |
| Rogier Smit            | Tv-persoonlijkheid                                                | Lekker in het water | 49             |
| Edvard Niessing        | Oud-nieuwslezer                                                   | Kinderlijke puzzel | 50             |
| Bibi Schouten          | Model & YouTuber                                                  | Hart van Nederland-quiz | 51             |
| Frans Donders          | Realityster en vader Roy Donders                                  | Lopend vuurtje | 52             |
| Danilo Kuiters         | Nederlandstalige zanger                                           | Bubblicious | 53             |
| Luciano Vermeer        | Volkszanger en broer Mart Hoogkamer                               | Lopend vuurtje | 54             |
| Dario de Vries         | Tiktokker                                                         | Föhn-fun | 55             |
| Ona Moody              | Model & Miss Nederland 2022                                       | Doos op doos | 56             |
| Kiki Bosman            | Presentatrice AT5 en horecaondernemer                             | Ping Pong Pan | 57             |
| Jan Biggel             | Zanger van Ons moeder zeej nog                                    | Slippen op flippers | 58             |
| Dian Biemans           | Actrice hitserie Slave Market                                     | Raak je rol | 59             |
| Frans Burhenne         | Realityster Bij ons op het kamp                                   | Pakketstress | 60             |

### Kerstspecial (2024)
Op 23 december 2024 was er voor de derde keer een kerstspecial van de Alleskunner te zien. Hierin streden veertien bekende Nederlanders om de titel 'Kerst-Alleskunner'.
| Naam                  | Beroep / bekend van                           | Verloren bij (spel) | Eindklassering |
| --------------------- | --------------------------------------------- | --- | -------------- |
| Laura Ponticorvo      | Influencer                                    | N.v.t. | 1              |
| Sergio Vyent          | Gastheer First Dates                          | Vijf finalespellen: cijfercode zoeken in pot sneeuw, tennisballen afschieten met een katapult, kerstengel in de lucht met ballonnen, snow globe kapot bekogelen en lopen met kerstballen toren op een dienblad | 2              |
| René Karst            | Zanger                                        | Dansende kerstcadeaus | 3              |
| Brigitte Nijman       | Musicalactrice                                | Arrenslee ringsteken | 4              |
| Matheu Hinzen         | Presentator NPO Zapp & zanger                 | Driving Home for Christmas | 5              |
| Kees Stevens          | Realityster De Bevers                         | Kerst aan scherven | 6              |
| Wolter Klok           | Presentator Hart van Nederland                | Lopend vuurtje | 7              |
| Djamila Celina        | The Real Housewives of Amsterdam & influencer | Speculaashuisje | 8              |
| Vonneke Bonneke       | Diskjockey NPO FunX & influencer              | Zuurstokpoepen | 9              |
| Mari van de Ven       | Visagist                                      | Kerstbalparcours | 10             |
| Vera Mann             | Musicalactrice                                | Play back | 11             |
| Alfred van den Heuvel | Acteur & cabaretier                           | Sneeuwballengevecht | 12             |
| Louisa Janssen        | Realityster                                   | Kersttreintje bouwen | 13             |
| Annemarie Brüning     | Presentator Hart van Nederland                | Ballonnen kapotschieten | 14             |

## Kijkcijfers
| Aflevering | Datum            | Kijkcijfers lineair | Kijkcijfers incl. uitgesteld kijken |
| ---------- | ---------------- | ------------------- | ----------------------------------- |
| 1          | 1 februari 2020  | 768.000             | 854.000                             |
| 2          | 8 februari 2020  | 484.000             | 539.000                             |
| 3          | 15 februari 2020 | 477.000             | 562.000                             |
| 4          | 22 februari 2020 | 534.000             | 599.000                             |
| 5          | 29 februari 2020 | 611.000             | 700.000                             |
| 6          | 7 maart 2020     | 545.000             | 638.000                             |
| 7          | 14 maart 2020    | 563.000             | 714.000                             |
| 8          | 21 maart 2020    | 882.000             | 948.000                             |
| 9          | 28 maart 2020    | 810.000             | 913.000                             |
| 10         | 4 april 2020     | 944.000             | 995.000                             |

| Aflevering | Datum            | Kijkcijfers lineair | Kijkcijfers incl. uitgesteld kijken |
| ---------- | ---------------- | ------------------- | ----------------------------------- |
| 1          | 1 januari 2021   | 471.000             | 547.000                             |
| 2          | 8 januari 2021   | 494.000             | 583.000                             |
| 3          | 15 januari 2021  | 507.000             | 587.000                             |
| 4          | 22 januari 2021  | 442.000             | ?                                   |
| 5          | 29 januari 2021  | 560.000             | ?                                   |
| 6          | 5 februari 2021  | 553.000             | 647.000                             |
| 7          | 12 februari 2021 | 710.000             | 768.000                             |
| 8          | 19 februari 2021 | 591.000             | 645.000                             |
| 9          | 26 februari 2021 | 667.000             | 783.000                             |
| 10         | 5 maart 2021     | 749.000             | 875.000                             |

| Aflevering | Datum             | Kijkcijfers lineair | Kijkcijfers incl. uitgesteld kijken |
| ---------- | ----------------- | ------------------- | ----------------------------------- |
| 1          | 20 augustus 2021  | 592.000             | 809.000                             |
| 2          | 27 augustus 2021  | 675.000             | 820.000                             |
| 3          | 3 september 2021  | 485.000             | 687.000                             |
| 4          | 10 september 2021 | 552.000             | 741.000                             |
| 5          | 17 september 2021 | 574.000             | 724.000                             |

| Aflevering | Datum            | Kijkcijfers lineair | Kijkcijfers incl. uitgesteld kijken |
| ---------- | ---------------- | ------------------- | ----------------------------------- |
| 1          | 7 januari 2022   | 546.000             | 762.000                             |
| 2          | 14 januari 2022  | 672.000             | 838.000                             |
| 3          | 21 januari 2022  | 617.000             | 744.000                             |
| 4          | 28 januari 2022  | 653.000             | 776.000                             |
| 5          | 4 februari 2022  | 614.000             | 721.000                             |
| 6          | 11 februari 2022 | 672.000             | 798.000                             |
| 7          | 18 februari 2022 | 598.000             | 726.000                             |
| 8          | 25 februari 2022 | 621.000             | 706.000                             |
| 9          | 4 maart 2022     | 778.000             | 927.000                             |

| Aflevering | Datum         | Kijkcijfers lineair | Kijkcijfers incl. uitgesteld kijken |
| ---------- | ------------- | ------------------- | ----------------------------------- |
| 1          | 11 maart 2022 | 636.000             | 807.000                             |
| 2          | 18 maart 2022 | 620.000             | 819.000                             |
| 3          | 25 maart 2022 | 659.000             | 792.000                             |
| 4          | 1 april 2022  | 603.000             | 798.000                             |
| 5          | 8 april 2022  | 467.000             | 639.000                             |
| 6          | 15 april 2022 | 594.000             | 794.000                             |
| 7          | 22 april 2022 | 567.000             | 748.000                             |
| 8          | 29 april 2022 | 657.000             | 787.000                             |

| Aflevering | Datum             | Kijkcijfers lineair | Kijkcijfers incl. uitgesteld kijken |
| ---------- | ----------------- | ------------------- | ----------------------------------- |
| 1          | 3 september 2022  | 560.000             | 807.000                             |
| 2          | 10 september 2022 | 731.000             | 887.000                             |
| 3          | 17 september 2022 | 722.000             | 891.000                             |
| 4          | 24 september 2022 | 582.000             | 814.000                             |
| 5          | 1 oktober 2022    | 676.000             | 988.000                             |
| 6          | 8 oktober 2022    | 909.000             | ?                                   |
| 7          | 15 oktober 2022   | 783.000             | 995.000                             |
| 8          | 22 oktober 2022   | 706.000             | 950.000                             |
| 9          | 29 oktober 2022   | 773.000             | ?                                   |

| Aflevering | Datum            | Kijkcijfers lineair | Kijkcijfers incl. uitgesteld kijken |
| ---------- | ---------------- | ------------------- | ----------------------------------- |
| 1          | 18 februari 2023 | 328.000             | 452.000                             |
| 2          | 25 februari 2023 | 535.000             | 650.000                             |
| 3          | 4 maart 2023     | 480.000             | 617.000                             |
| 4          | 11 maart 2023    | 473.000             | 633.000                             |
| 5          | 18 maart 2023    | 572.000             | 661.000                             |
| 6          | 25 maart 2023    | 523.000             | 692.000                             |
| 7          | 1 april 2023     | 456.000             | 586.000                             |
| 8          | 8 april 2023     | 489.000             | 650.000                             |
| 9          | 15 april 2023    | 576.000             | 705.000                             |
| 10         | 22 april 2023    | 606.000             | 796.000                             |

| Aflevering | Datum             | Kijkcijfers |
| ---------- | ----------------- | ----------- |
| 1          | 2 september 2023  | 410.000     |
| 2          | 9 september 2023  | 522.000     |
| 3          | 16 september 2023 | 667.000     |
| 4          | 23 september 2023 | 513.000     |
| 5          | 30 september 2023 | 569.000     |
| 6          | 7 oktober 2023    | 572.000     |
| 7          | 14 oktober 2023   | 748.000     |
| 8          | 21 oktober 2023   | 630.000     |
| 9          | 28 oktober 2023   | 733.000     |

| Aflevering | Datum            | Kijkcijfers |
| ---------- | ---------------- | ----------- |
| 1          | 27 januari 2024  | 663.000     |
| 2          | 3 februari 2024  | 687.000     |
| 3          | 10 februari 2024 | 771.000     |
| 4          | 17 februari 2024 | 669.000     |
| 5          | 24 februari 2024 | 794.000     |
| 6          | 2 maart 2024     | 728.000     |
| 7          | 9 maart 2024     | 659.000     |
| 8          | 16 maart 2024    | 655.000     |
| 9          | 23 maart 2024    | 672.000     |
| 10         | 30 maart 2024    | 766.000     |

| Aflevering | Datum            | Kijkcijfers |
| ---------- | ---------------- | ----------- |
| 1          | 12 oktober 2024  | 779.000     |
| 2          | 19 oktober 2024  | 812.000     |
| 3          | 26 oktober 2024  | 828.000     |
| 4          | 2 november 2024  | 686.000     |
| 5          | 9 november 2024  | 655.000     |
| 6          | 16 november 2024 | 617.000     |
| 7          | 23 november 2024 | 719.000     |
| 8          | 30 november 2024 | 670.000     |

| Aflevering | Datum         | Kijkcijfers |
| ---------- | ------------- | ----------- |
| 1          | 15 maart 2025 | 540.000     |
| 2          | 22 maart 2025 | 661.000     |
| 3          | 29 maart 2025 | 618.000     |
| 4          | 5 april 2025  | 427.000     |
| 5          | 12 april 2025 | 548.000     |
| 6          | 19 april 2025 | 523.000     |
| 7          | 26 april 2025 | 447.000     |
| 8          | 3 mei 2025    | 463.000     |